# 5912 Oyatoshiyuki
5912 Oyatoshiyuki (1989 YR) là một tiểu hành tinh vành đai chính được phát hiện ngày 20 tháng 12 năm 1989 bởi T. Niijima và T. Urata ở Ojima.